# Запаздывающие нейтроны
Запаздывающие нейтроны — нейтроны, испускаемые продуктами деления через некоторое время (от нескольких миллисекунд до нескольких минут) после реакции деления тяжёлых атомных ядер, в отличие от мгновенных нейтронов, испускаемых практически мгновенно после деления составного ядра. Запаздывающие нейтроны составляют менее 1 % испускаемых нейтронов деления, однако, несмотря на столь малый выход, играют огромную роль в ядерных реакторах. Благодаря большому запаздыванию такие нейтроны существенно (на 2 порядка и более) увеличивают время жизни нейтронов одного поколения в реакторе и тем самым создают возможность управления самоподдерживающейся цепной реакцией деления. Запаздывающие нейтроны были открыты Робертсом с коллективом в 1939 году.

## Механизм явления
В результате деления тяжёлых ядер нейтронами образуются осколки деления в возбуждённом состоянии, претерпевающие β−-распады. В очень редких случаях в цепочке таких β−-превращений образуется ядро с энергией возбуждения, превышающей энергию связи нейтрона в этом ядре. Такие ядра могут испускать нейтроны, которые называются запаздывающими.
Испускание запаздывающего нейтрона конкурирует с гамма-излучением, но если ядро сильно перегружено нейтронами, более вероятным будет испускание нейтрона. Это значит, что запаздывающие нейтроны излучаются ядрами, находящимися ближе к началам цепочек распада, так как там особенно малы энергии связи нейтронов в ядрах.
Ядро, образовавшееся при испускании запаздывающего нейтрона, может находиться либо в основном, либо в возбуждённом состоянии. В последнем случае возбуждение снимается гамма-излучением.

## Предшественники и излучатели
Составное ядро (Z,N)* (где Z — количество протонов, N — нейтронов) принято называть предшественником запаздывающих нейтронов, а ядро (Z+1,N−1) — излучателем запаздывающих нейтронов.
Ядро-излучатель испускает нейтрон практически мгновенно, но со значительным запаздыванием по отношению к моменту деления исходного ядра. Среднее время запаздывания практически совпадает со средним временем жизни ядра-предшественника.
Запаздывающие нейтроны принято делить на несколько (чаще всего 6) групп в зависимости от времени запаздывания. Насчитывают около 50 возможных ядер-предшественников, причём заметную роль в этом количестве составляют изотопы брома и иода. Как правило, нейтроны испускаются ядрами с числом нейтронов, на единицу большим магических чисел (50 и 82), так как значения средней энергии связи в таких ядрах особенно малы.

## Энергия запаздывающих нейтронов
Энергия запаздывающих нейтронов (в среднем примерно 0,5 МэВ) в несколько раз меньше средней энергии мгновенных нейтронов (примерно 2 МэВ).

## Доля запаздывающих нейтронов
Величина, характеризующая количество запаздывающих нейтронов относительно мгновенных нейтронов, образующихся при распаде ядра данного сорта, называется долей запаздывающих нейтронов (β). Эта величина полностью определяется делящимся ядром и в области энергий от 0,025 эВ до 14 МэВ практически не зависит от энергии нейтронов, вызывающих деление. Для всех ядер значение β составляет менее 1 %.

## Основные характеристики запаздывающих нейтронов
В таблице перечислены основные характеристики запаздывающих нейтронов для некоторых ядер, и перечислены некоторые из возможных предшественников для случая деления 235U:
| Номер группы | Время запаздывания, с | Средняя энергия, МэВ | Возможные ядра-предшественники              | Период полураспада ядер-предшественников, T1/2, с | Период полураспада ядер-предшественников, T1/2, с | Период полураспада ядер-предшественников, T1/2, с | Доля запаздывающих нейтронов, βi | Доля запаздывающих нейтронов, βi | Доля запаздывающих нейтронов, βi |
| Номер группы | Время запаздывания, с | Средняя энергия, МэВ | Возможные ядра-предшественники              | 235U                                              | 239Pu                                             | 233U                                              | 235U                             | 239Pu                            | 233U                             |
| ------------ | --------------------- | -------------------- | ------------------------------------------- | ------------------------------------------------- | ------------------------------------------------- | ------------------------------------------------- | -------------------------------- | -------------------------------- | -------------------------------- |
| 1            | 54—56                 | 0,25                 | 87Br, 142Cs                                 | 55,72                                             | 54,28                                             | 55                                                | 0,00021                          | 0,000072                         | 0,000224                         |
| 2            | 21—23                 | 0,56                 | 137I, 88Br, 136Te                           | 22,72                                             | 23,04                                             | 20,57                                             | 0,00140                          | 0,000626                         | 0,000776                         |
| 3            | 5—6                   | 0,43                 | 138I, 89Br                                  | 6,22                                              | 5,60                                              | 5,0                                               | 0,00126                          | 0,000444                         | 0,000654                         |
| 4            | 1,9—2,3               | 0,62                 | 139I, 94Kr, 143Xe, 144Xe                    | 2,30                                              | 2,13                                              | 2,13                                              | 0,00252                          | 0,000685                         | 0,000725                         |
| 5            | 0,5—0,6               | 0,42                 | Любые короткоживущие ядра продуктов деления | 0,61                                              | 0,62                                              | 0,62                                              | 0,00074                          | 0,000180                         | 0,000134                         |
| 6            | 0,17—0,27             | —                    | Любые короткоживущие ядра продуктов деления | 0,23                                              | 0,26                                              | 0,28                                              | 0,00027                          | 0,000093                         | 0,000087                         |
|              |                       |                      |                                             |                                                   |                                                   | β = ∑βi                                           | 0,0064                           | 0,0021                           | 0,0026                           |